# 街かどテレビ11:00
『街かどテレビ11:00』（まちかどテレビいちいちまるまる）は、1982年3月29日から1991年3月29日までTBSテレビと一部の系列で生放送された歌謡バラエティ番組である。通称「街かどテレビ」、「街かど」。

## 概要
前身番組『11時に歌いましょう』の後を引き継ぐ形で放送開始。高齢者や主婦をターゲットにした番組であり、生中継の現場に来ている観客も大半がそのような層であったが、祝日や夏休み中には子供の姿も散見された。
火曜日にはTBSホール（東京都港区赤坂）からの生中継を、火曜日以外の日には関東地方のスーパーマーケットやショッピングセンター の一角に設けた特設ステージからの生中継を行っていた。また金曜日には、毎月1回 - 2回ほどのペースでサンシャインシティalpa （東京都豊島区池袋）の噴水広場からの生中継を行っていた。稀に、生中継の終了後に同じ場所で収録した映像を流す回もあった。
司会に『おはよう700』のキャスターとして人気を博した五木田武信を迎え、それに曜日ごとの女性アシスタント、さらにサブ司会者としてオーディションで選ばれた大木凡人を加えた3人で番組を進行した。特に大木は「凡ちゃん」の愛称で、おかっぱ頭に太い黒ブチのメガネという風貌の親しみやすいキャラクターで人気を博し、メイン司会を凌ぐほどの番組名物となった。
内容は曜日ごとに企画・形式が異なるものの、基本的には視聴者参加型の歌謡コンテストであった。中でも火曜日にTBSホールで行われ、多くのプロ歌手を輩出した勝ち抜き形式の「TBSカラオケコンテスト」や当日会場で出場者を受付して本番中にくじ引きで歌う人を決める水曜日の「カラオケ飛び入り大会」が人気を博し、これらは番組開始から終了まで一貫して行われていた。番組の後半では、主に演歌系のゲスト歌手が1曲歌っていた。ただし後期には、ゲスト歌手数組が登場し、トークと歌を繰り広げる「花金歌謡曲」という企画を金曜日に行っていた。当初は鈴々舎馬風が審査委員長を務める素人演芸の企画もあったが、1年ほどで終了した。
番組は当初からじわじわと視聴率を伸ばし、最盛期には平日午前中にもかかわらず常に2ケタをキープするほどの人気番組になった。さらに、著名人にもこの番組のファンが多かったようで、トーク番組などで街かどテレビや大木凡人の話をする人が多く見られた。ビートたけしも街かどテレビをよくネタにし、遂には『痛快なりゆき番組 風雲!たけし城』に「街かどテレビ」というアトラクションが誕生するに至った（こちらにも大木凡人が出演）。また、当初はTBSのみ放送だったが、後発局で番組ソフトが乏しかったテレビユー福島やテレビユー山形などへのネットも後に行われた。テレビユー山形でのネット開始1年後には、番組初の地方出張公開放送を山形県県民会館で行った。内容は水曜日の企画「カラオケ飛び入り大会」の山形ロケバージョンで、その回は「TUY開局1周年記念番組」として放送された。
TBSは、1991年4月からの出演者と企画総入れ替えの番組リニューアルを発表。街かどテレビは、9年間の歴史に幕を下ろすこととなった。
最終回当日、alpaの噴水広場には多数の番組のファンが詰めかけ、春休み中ということもあって超満員となった。同日放送では、番組が終了するにあたっての視聴者からの労いの言葉や終了反対の手紙（中には老人ホーム有志による1000人以上の署名まで届いた）の一部が紹介された。そして番組の終了後には、会場で凡ちゃん人形（後述）などの番組オリジナルグッズを来場者に販売し、その収益をTBSカンガルー募金に寄付した。

## 放送時間
- 月曜 - 金曜11:00 - 11:40 （下記以外の期間）
- 月曜 - 金曜11:00 - 11:35 （1983年4月 - 1984年9月、1987年4月 - 1991年3月）

## 出演者

### 司会
- 2代目朝寝坊のらく→6代目立川ぜん馬（1982年3月 - 1983年3月）
- 五木田武信（1983年4月 - 1991年3月）

### サブ司会
- たんごしん（1982年3月 - 1983年3月）
- 大木凡人（1983年4月 - 1991年3月）

### 女性アシスタント
- 根本美紀：月曜日「民謡のど自慢」
- 荒木由美子：水曜日「カラオケ団体戦」→火曜日「勝ち抜きカラオケ大会」→火曜日「TBSカラオケコンテスト」
- 中島はるみ：火曜日「TBSカラオケコンテスト」（荒木降板後）
- 若原瞳：火曜日「TBSカラオケコンテスト」（中島降板後）
- 渡辺めぐみ
- 岩城徳栄：水曜日「素人演芸道場」（番組生放送中にした失言の責任を取る形で降板）
- さこみちよ：木曜日「カラオケ団体戦」
- 鈴木淑子：水曜日「素人演芸道場」（岩城降板後）→木曜日「カラオケ団体戦」（さこ降板後）
- 松居直美：水曜日「カラオケ飛び入り大会」（水曜アシスタントとして番組初期から終了まで出演。後番組の『街かどカラオケ族』にも引き続き水曜アシスタントとして出演した）
- 麻世れいら：木曜日「カラオケ団体戦」（鈴木降板後）
- 柳澤純子：金曜日「花金歌謡曲」
- 相沢早苗：金曜日「花金歌謡曲」（五木田・柳澤とともに司会）
- マッハ文朱：金曜日「花金歌謡曲」（相沢・柳澤降板後）他

### 曜日別レギュラー
- 鈴々舎馬風
- 玉川福太郎 他

## 曜日別企画
- TBSカラオケコンテスト：番組開始から終了まで火曜放送。前身番組『11時に歌いましょう』と後番組『街かどカラオケ族』でも放送された。
- 素人演芸道場：番組開始から1983年頃[いつ?]まで木曜→水曜放送。
- カラオケ飛び入り大会：1984年頃[いつ?]から終了まで水曜放送。後番組『街かどカラオケ族』と後に同枠で放送の『木久蔵の人情一本釣り』でも企画が復活した。
- 民謡のど自慢：当初は金曜放送。後に月曜日に移動した。
- カラオケ団体戦：放送開始から終了まで木曜放送。
- 花金歌謡曲
- カラオケミセスデー 他

## 街かどディレクター
毎日の放送の中で2回、CMに入る前に放送されたコーナー。当日観覧に来ている観客の中から、大木凡人が高齢者や子供を中心に1人（1組）を選び、その人に世間話風にインタビューをした後、最後に番組で用意したおもちゃのヘッドセットを装着した観客がカメラに向かって「コマーシャルキュー！」と叫び、ジングルが流れてCMに行くというものだった。1回目のコーナーでは大木が客席にいる人の中からその場で選び、客席でインタビューをした。2回目のコーナーではあらかじめ選んだお客さんをステージに上げてそこでインタビューをする形式だった。コーナーに出演したお客さんには、番組特製の「凡ちゃん人形」がプレゼントされた。なお、番組最初のCM前にはこのコーナーは無かったが、司会の五木田の合図に合わせて出演者および観客全員で「コマーシャルキュー！」を合唱した。

## テーマ曲
- 「街かど音頭」：大木凡人「それなり音頭」の替え歌で、番組のオープニングで大木凡人が一節を歌い、最後の部分は当日の会場の名前に無理矢理アレンジして歌っていた。ただし、火曜日には流れなかった。
- 「ゲートボール音頭」：番組のエンディングテーマ。会場では大木凡人や当日の審査員がワンコーラス歌っていた。
- 「花いっぱい音頭」「親孝行音頭」：番組のエンディングテーマ。会場では大木凡人がワンコーラス歌っていたのだが、時間の関係で前奏の途中で終了することが多く、まずオンエア上でその模様が流れることは無かった。ただし、金曜日はゲスト歌手の唄で終了となる構成であったため、この曲は流れなかった。

## エピソード
- 「ゲートボール音頭」は、出演者の山田太郎、美樹克彦、中山大三郎、大木凡人らに年配者のファンが増えたことから企画されたものである。レコードは1983年12月に日本コロムビアから発売、3万枚を超え、音頭ものの楽曲としてはヒットとなった[3]。
- ある日[いつ?]番組がスタートするやいなや、アシスタントの岩城徳栄が「みなさーん、明日大きな地震が起こりますよー」と叫んだ。突然の出来事に、当時司会を務めていた五木田武信は慌てて「そんなことはわからないでしょ？」と岩城を諭すも、岩城は続けて「本当です。本当なんです！」と叫んだ。番組は急遽CMに入り、CM明けに五木田が謝罪。その横では半泣き状態の岩城も頭を下げていた。そしてこの日をもって岩城は番組を降板した。
- カラオケ飛び入り大会に、横領の容疑で指名手配中の犯人が出場。その放送を見た被害者からの通報により、放送後警察に逮捕された。
- 音楽番組であるのにもかかわらず長い間モノラル放送を行っていたが、番組終了2か月前の1991年1月28日になってようやくステレオ放送を実施した。
- 1988年8月には、『天才・たけしの元気が出るテレビ!!』（日本テレビ）の企画により変装したビートたけしとリポーターに徹した高田純次が突如お客として出演した。たけしの奇妙な行動に大木凡人も「たけしさんじゃないですか？」と声を掛けて見破った。さらには、たけしがカメラに向かって「コマーシャルキュー!」と叫んだ。
- 主に年末年始は休止となるが、1989年（昭和64年）1月6日は『街かどテレビ11:00スペシャル 新春豪華版』を放送、直前の『三井奥さま劇場』枠を吸収して10:00 - 11:35の拡大版で放送した。内容は曜日別出演者によるかくし芸と「カラオケ飛び入り大会」の2本立てで、坂本冬美・冠二郎・大川栄策がゲスト出演した[4]。しかし翌1月7日に昭和天皇が崩御され、翌1月8日に元号が「昭和」から「平成」に改元したため、「昭和64年」放送はこの回だけだった。
- 1989年には、とんねるずが日本テレビの特別番組の企画で突如野沢直子と共に出演。木梨憲武演じる架空の演歌歌手・ジョージ山本（山本譲二のパロディ）のプロモーションを行い、プロデューサー役の石橋貴明は大木に「黙って取っときなよ」と多額の札束を握らせた（演出）。
- 当時制作会社に所属していた堤幸彦が、ADからディレクターに昇格して最初に担当した番組がこの番組である。